# Grafschaft Chiny

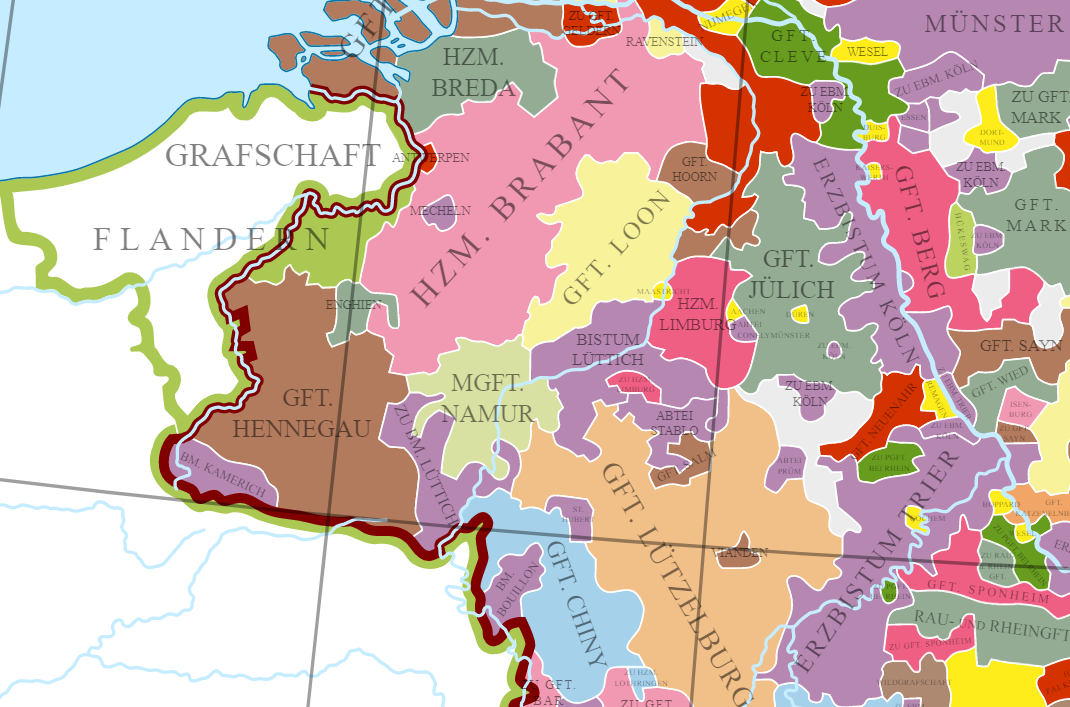
Grafschaft Chiny c. 1250

Die Grafschaft Chiny, deren Vorläufer wohl die Grafschaft Yvois war, befand sich im äußersten Südwesten der belgischen Provinz Luxemburg und im Nordwesten des französischen Département Meuse. Es umfasste am Ende den größten Teil von Virton, Étalle, Florenville, Neufchâteau, Montmédy, Carignan sowie Warcq und Givet an der Maas.
Vermutlich war es Otto von Warcq, dem es gelang, sich in den Besitz der Grafschaft Yvois zu setzen, da seine Nachfolger gleichzeitig Herren von Warcq und Yvois waren. Nach dem Bau der Burg Chiny nannten sie sich nach ihrer neuen Burg Grafen von Chiny.
1362 verkaufte Gottfried II. von Heinsberg die Grafschaft an Arnoul de Rumigny, der sie zwei Jahre darauf an Herzog Wenzel von Luxemburg weiterveräußerte. Dieser zweite Verkauf bedeutete das Ende der selbstständigen Grafschaft.

## Haus Chiny

Wappen der Grafen von Chiny

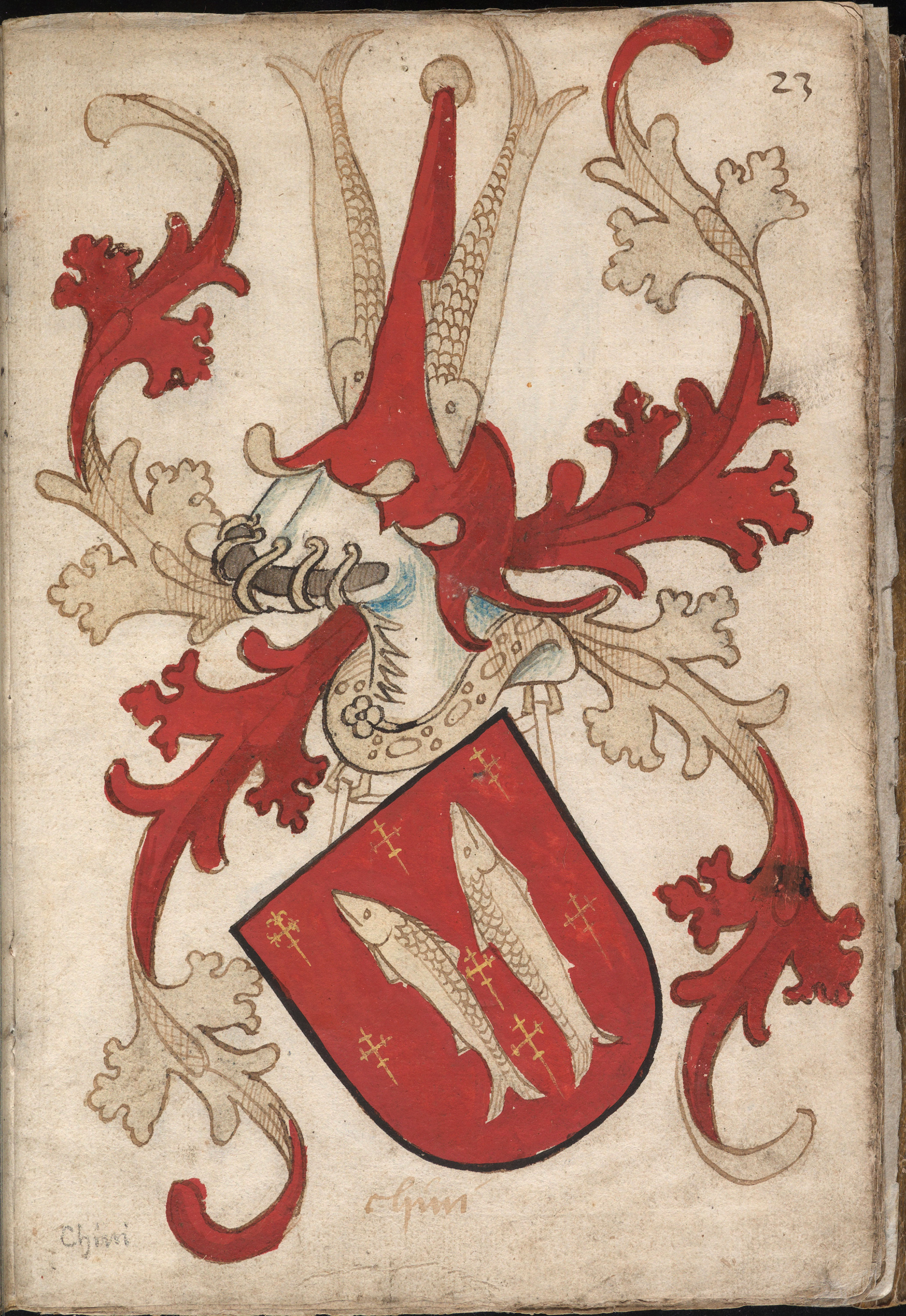
Wappen der Grafen von Chiny aus das Wappenbuch Nassau-Vianden (ca. 1490)

- Otto I., Herr von Warcq (um 950, † um 992), vielleicht ein Sohn von Graf Albert I. von Vermandois (also ein Karolinger) und Gerberga von Lothringen.
- Ludwig I., Graf von Chiny und Verdun († 1025), dessen Sohn; ⚭ Adelheid
- Ludwig II., Graf von Chiny, dessen Sohn
- Arnold I., Graf von Chiny († 1106), dessen Sohn, gründete 1070 die Abtei Orval; ⚭ Adelais, Tochter von Hilduin IV. von Montdidier, Graf von Ramerupt und Roucy, und Alix von Roucy
- Otto II., Graf von Chiny († nach 1131), dessen Sohn ; ⚭ Adelais, Tochter von Graf Albert III. von Namur und Ida von Luxemburg
- Albert I., Graf von Chiny († vor 1162), dessen Sohn; ⚭ Agnes, Tochter von Rainald I., Graf von Bar, und Gisela von Vaudémont
- Ludwig III., Graf von Chiny († 1189), dessen Sohn; ⚭ Sophia
- Ludwig IV. der Junge, Graf von Chiny († 1226), dessen Sohn (und letzte männlicher Karolinger); ⚭ Mathilde von Avesnes
- Johanna, Gräfin von Chiny (1205, † 1271), dessen Tochter ; ⚭ Arnold IV. (1210, † 1273), Graf von Loon

## Haus Loon

Wappen der Grafen von Loon und Chiny

- Arnold II. (1210, † 1273), Graf von Loon (Arnold IV.) und Chiny ; ⚭ Johanna Gräfin von Chiny
- Ludwig V., Graf von Chiny (1235, † 1299), dessen zweiter Sohn ; ⚭ Johanna von Bar, Tochter von Heinrich II. von Bar und Philippa von Dreux, Witwe von Friedrich von Blâmont – Ludwig V. ist der Organisator des Turniers von Chauvency-le-Château (1285), das vom Troubadour Jacques Bretel beschrieben wurde.
- Arnold III. (1260, † 1323), Graf von Loon (Arnold V.) und Chiny, dessen Neffe, Sohn von Graf Johann I. von Loon, trott Chiny 1313 an seinen Sohn ab ; ⚭ Margarete von Vianden.
- Ludwig VI. († 1336), Graf von Loon (Ludwig IV.) und Chiny, dessen Sohn ; ⚭ Margarete von Lothringen († 1348), Tochter von Herzog Theobald II. von Lothringen, und Isabelle de Rumigny.

## Haus  Heinsberg

Wappen der Grafen von Chiny a.d.H. Heinsberg

- Dietrich von Heinsberg († 1361), Graf von Loon und Chiny, dessen Neffe, Sohn von Gottfried von Heinsberg und Mathilde von Loon; ⚭ Kunigunde von der Mark
- Gottfried II. von Heinsberg (* 1325, † 1395), Herr von Dalenbroich, dessen Neffe, Sohn von Johann von Heinsberg, Herr von Dalenbroeck, und Katharina von Voorne; er erhielt Chiny von seinem Onkel zu einem unbekannten Zeitpunkt.

## Haus Rumigny

Wappen von Arnoul de Rumigny

- Arnoul de Rumigny, Sohn von Guillaume d’Oreye, Graf von Chiny durch Kauf 1362, verkauft die Grafschaft 1364 an Herzog Wenzel von Luxemburg